# Davallia dicksonioides
Davallia dicksonioides là một loài dương xỉ trong họ Davalliaceae. Loài này được F.Muell. mô tả khoa học đầu tiên.
Danh pháp khoa học của loài này chưa được làm sáng tỏ. 